# Forte de Nossa Senhora dos Remédios (Santa Cruz da Graciosa)
O Forte de Nossa Senhora dos Remédios, também referido como Bateria de Nossa Senhora dos Remédios, localizava-se no lugar dos Remédios, freguesia de Santa Cruz, concelho de Santa Cruz da Graciosa, na ilha Graciosa, nos Açores.
Em posição dominante sobre este trecho do litoral, constituiu-se em uma fortificação destinada à defesa deste ancoradouro contra os ataques de piratas e corsários, outrora frequentes nesta região do oceano Atlântico.

## História
A "Relação" do marechal de campo Barão de Bastos em 1862 indica que se encontra entre os fortes na ilha "Incapazes desde muitos annos."
Encontra-se relacionado no "Catálogo provisório" em 1884, que refere: "Ao sahir para o Sul da Villa da Praia. É uma curta linha arruinada, sobre barreiras e de fraca importancia. Nunca foi 'Fórte' como está arrolada."
O mesmo autor relaciona ainda uma "Casa na Villa da Praia", informando: "É junta á bateria acima, e serviu em tempo de guardar palamenta etc. Está bem conservada."
A estrutura não chegou até aos nossos dias.